# Kyriakí Kúvari
Kyriakí Kúvari –también translitaredo como Kyriakí Koúvari,en griego, Κυριακή Κούβαρη– (Salónica, 19 de enero de 1984) es una deportista griega que compitió en taekwondo. Ganó una medalla de bronce en el Campeonato Mundial de Taekwondo de 2003 y una medalla de bronce en el Campeonato Europeo de Taekwondo de 2004.

## Palmarés internacional
| Campeonato Mundial | Campeonato Mundial                | Campeonato Mundial | Campeonato Mundial |
| Año                | Lugar                             | Medalla            | Categoría          |
| ------------------ | --------------------------------- | ------------------ | ------------------ |
| 2003               | Garmisch-Partenkirchen (Alemania) | Medalla de bronce  | +72 kg             |
| Campeonato Europeo |                                   |                    |                    |
| Año                | Lugar                             | Medalla            | Categoría          |
| 2004               | Lillehammer (Noruega)             | Medalla de bronce  | +72 kg             |